# Artista del popolo (Albania)
L'Artista del popolo (in albanese Artist/Artiste i Popullit) è stata un'onorificenza statale albanese assegnata agli artisti più illustri in ambito figurativo, cinematografico, musicale e teatrale durante il regime socialista e per pochi anni nella Repubblica d'Albania fino alla sua dismissione nel 1996.

## Storia
Il titolo fu istituito il 26 ottobre 1960 e veniva assegnato dal Presidium dell'Assemblea del Popolo agli artisti che si erano distinti particolarmente nelle arti.

## Decorati
- Dhimitër Anagnosti
- Kristaq Antoniu
- Kujtim Çashku
- Melpomeni Çobani
- Kristaq Dhamo
- Naim Frashëri
- Vangjush Furxhi
- Pjetër Gjoka
- Feim Ibrahimi
- Xhanfise Keko
- Ibrahim Kodra
- Marie Kraja
- Mustafa Krantja
- Tinka Kurti
- Marie Logoreci
- Violeta Manushi
- Avni Mula
- Inva Mula
- Isuf Myzyri
- Robert Ndrenika
- Dhimitër Orgocka
- Sulejman Pitarka
- Sandër Prosi
- Kadri Roshi
- Skënder Sallaku
- Ibrahim Tukiçi
- Mentor Xhemali
- Margarita Xhepa
- Agim Zajmi
- Vaçe Zela
- Nikolla Zoraqi